# Ecgfrith af Northumbria
Ecgfrith (oldengelsk: Ecgfrið; ca. 645 - 20. mja 685) var konge over det angelsaksiske kongerige Deira fra 664 til 670, og herefter konge af Northumbria fra 670 til sin død d. 20. maj 685 muligvis af i en alder af 31. Han herskede over Northumbria, da det var på sit højdepunkt, men han regeringstid sluttede med et katastrofalt nederlag under slaget ved Nechtansmere mod pikterne fra Fortriu, hvor han døde.